# Административно-территориальное деление Республики Абхазия
В советское время территория Абхазской АССР делилась на 6 районов (абх. араион), названных по их административным центрам: Гагрский, Гудаутский, Сухумский, Очамчирский, Гульрипшский и Гальский. Такое же деление сохранилось в настоящее время в документах Грузии. 
В частично признанной Республике Абхазия в настоящее время существует 7 районов: помимо шести вышеперечисленных, имеется также Ткуарчалский, который был образован в 1995 году путём выделения части территории Очамчирского и Гальского районов.
По состоянию на 2012 год, в Абхазии существует также 117 муниципалитетов, в том числе 8 городов, 4 пгт и 105 сельских администраций. В состав последних входит 512 сельских населённых пунктов (сёл).

## Районы и населённые пункты Республики Абхазия
См. также Население районов Абхазии
| Район | Центр, города         | Посёлки и крупные сёла (центры сельских администраций) |
| --- | --------------------- | --- |
| Гагрский район | Гагра, Пицунда        | пгт: Бзыпта, Цандрыпш; сёла: Алахадзы, Амзара, Багрыпста, Гячрыпш, Лдзаа, Махадыр, Мкялрыпш, Псахара, Хашпсы, Хышхарыпш. |
| Гудаутский район | Гудаута, Новый Афон   | пгт: Мысра (Мюссера), сёла: Аацы, Абгархук, Амжикухуа, Анхуа, Ачандара, Бармыш, Блабырхуа, Джирхуа, Дурипш, Звандрипш, Калдахуара, Куланырхуа, Лыхны, Мгудзырхуа, Мцара, Отхара, Псырдзха, Хуап, Хыпста, Цкуара (Арсаул).                                             |
| Сухумский район | Сухум                 | сёла: Акапа, Баслата, Гума, Гумиста, Дзыгута, Псху, Эшера, Верхняя Эшера, Яштхуа. |
| Гулрыпшский район | Гулрыпш (пгт)         | пгт: Агудзера (в составе пгт Гулрыпш), сёла: Ажара, Бабышира, Багмаран, Дранда, Кацикыт, Мачара, Мархяул, Пшап, Цабал. |
| Очамчырский район | Очамчыра              | сёла: Адзюбжа, Акуаскиа, Араду, Аракич, Арасадзых, Атара, Атара-Армянская, Ачгуара, Баслаху, Гудава, Гуп, Гуада, Джгерда, Илор, Кындыг, Кочара, Кутол, Лабра, Меркула, Мокуа, Отап, Охурей, Пакуаш, Река, Тамыш, Тхина, Члоу, Шашалат.                                |
| Ткварчельский (Ткуарчалский) район1 | Ткварчели (Ткуарчал)1 | сёла: Агубедиа, Первая Бедиа, Бедиа, Гумрыш, Махур, Окум, Первый Гал, Речху, Ткуарчал, Царча, Чхуартал. |
| Гальский (Галский) район1 | Гали (Гал)1           | сёла: Алакумхара (Лекухона), Верхний Баргеби, Нижний Баргеби, Гагида, Ганахлеба (Марчхапон), Дихазурга, Махунджиа, Набакеви, Отобая Первая, Отобая Вторая, Папынрхуа (Саберио), Пичори, Приморск, Ряп (Репо-Эцери), Сида, Тагилони (Таглан), Чубурхинджи, Шашиквара . |
| 1Вне скобок указаны названия согласно «Инструкции по русской передаче географических названий Абхазской АССР» (М., 1977), применяемой ФСГРКК России (Росреестр) (см. 1 и 2). В скобках указаны названия, применяемые в русском языке Правительством Республики Абхазия. |                       | |

## Столица
Город Сухум — столица республики — имеет статус города республиканского значения, отдельного от одноимённого района.

## Карта

Населённые пункты Республики Абхазия

Муниципалитеты (города, пгт и сельские администрации) Республики Абхазия

## Исторические области Абхазии
Абхазия традиционно делится на семь исторических областей. Они упомянуты в Конституции республики и их символизирует изображение семи звёзд на государственном флаге.
- Садзен
- Псху-Аибга
- Бзыпын
- Гума
- Абжуа
- Дал-Цабал
- Самурзакан

## Местное самоуправление
В районах Абхазии существуют органы государственной власти и органы местного самоуправления. Главы администраций назначаются президентом, как правило из действующего районного собрания.